# Tephrialia glyptalis
Tephrialia glyptalis är en fjärilsart som beskrevs av Paul Mabille. Tephrialia glyptalis ingår i släktet Tephrialia och familjen nattflyn. Inga underarter finns listade i Catalogue of Life.